# Mogę dziś umierać
Mogę dziś umierać – utwór z pogranicza gatunków hip house, deep house, electro house i dance stworzony na nadchodzący, drugi album studyjny polskiego rapera i autora tekstów piosenek White’a 2115, Młody Książę, wydany na singlu 23 czerwca 2019 roku przez wytwórnię SBM Label.
W grudniu 2024 nagranie uzyskało certyfikat czterokrotnie platynowej płyty.

## Teledysk
Wideoklip do nagrania został dodany tego samego dnia na oficjalny kanał SBM Label w serwisie YouTube, który w chwili obecnej ma liczbę 62 mln wyświetleń.